# Rudolf Springer (Galerist)

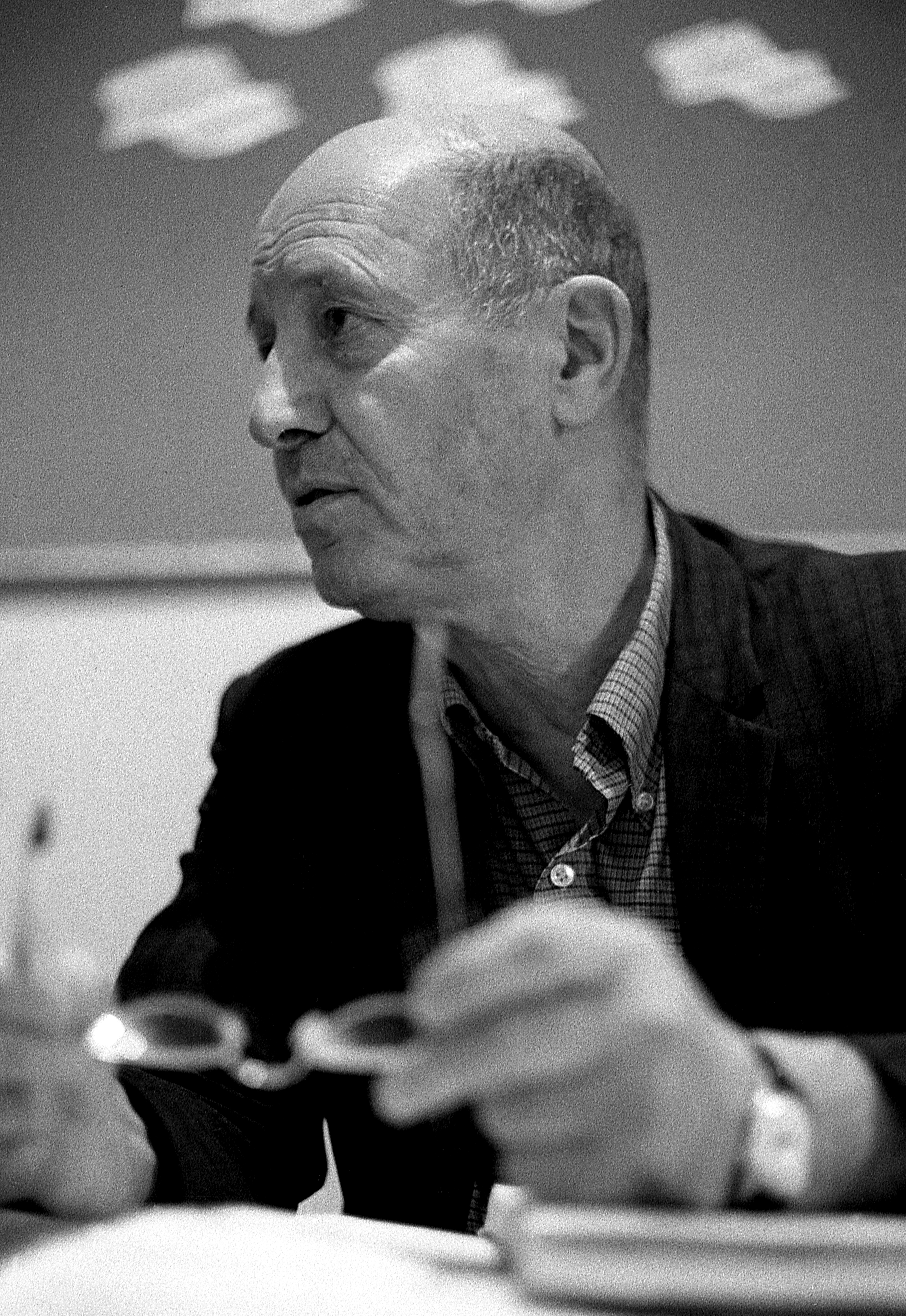
Rudolf Springer, 1975

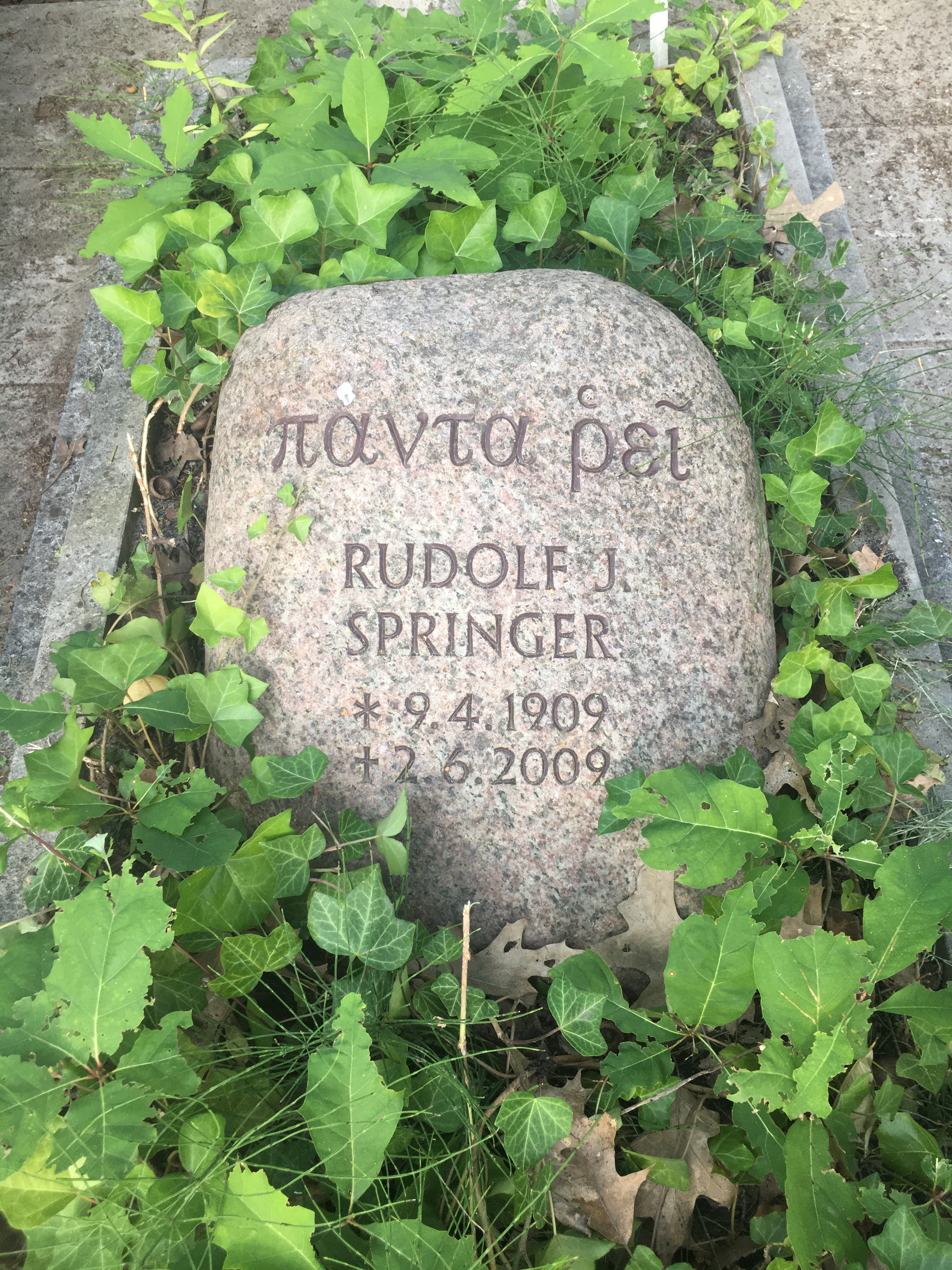
Grabstein Rudolf Springer

Rudolf Springer (* 9. April 1909 in Berlin; † 2. Juni 2009 ebenda) war ein deutscher Kunsthändler und Galerist. Er betrieb von 1948 bis 1998 die Galerie Springer in Berlin.

## Leben
Rudolf Springer entstammte der weitverzweigten Verlegerfamilie, deren Gründer Julius Springer war. Rudolf Springer ist Sohn von Julius Springer d. J. und Bruder des New Yorker Verlegers Bernhard Springer. Als junger Mann absolvierte er eine Ausbildung zum technischen Kaufmann. In den 1930er Jahren war er für den Versicherungskonzern Allianz tätig. Während des Kriegsdienstes blieben seine jüdischen Wurzeln – der Urgroßvater Julius war zum Protestantismus konvertiert – unentdeckt. In Frankreich konnte Rudolf Springer Kontakte zur Widerstandsbewegung Résistance aufbauen, was ihm nach dem Kriege große Anerkennung verschaffte. 1947 kehrte Springer nach Berlin zurück. Er arbeitete bis zum Sommer 1948 als künstlerischer Leiter und Geschäftsführer der Galerie Gerd Rosen. Im Dezember 1948 eröffnete er seine eigene Galerie im elterlichen Haus in Berlin-Zehlendorf, die er 1950 an den Kurfürstendamm verlegte. Ihr endgültiges Domizil fand die Galerie Ende der 1960er Jahre in der nahegelegenen Fasanenstraße. 1998 schloss sie dort ihre Pforten. Rudolf Springer war in vierter Ehe mit der Künstlerin Christa Dichgans verheiratet und lebte in Berlin-Zehlendorf. Seine letzte Ruhe fand er in der Familiengrabstelle Julius Springer auf dem Friedhof Zehlendorf Onkel-Tom-Straße. (Feld 013-90)

## Galerietätigkeit
Zunächst überwogen im Programm der Galerie Springer bekannte Berliner Künstler wie Hans Uhlmann, Heinz Trökes und Werner Heldt. Zu Beginn der 1950er-Jahre wandte sich die Galerie Springer zunächst deutlich der Kunst aus dem französischen Raum zu. Springer zeigte u. a. Arbeiten von André Masson, Joan Miró, Alexander Calder, Henri Laurens, Hans Bellmer, Max Ernst, Hans Arp und Wols. Im Laufe der Zeit wurden von Springer aber auch international bekannte deutsche Künstler wie Ernst Wilhelm Nay und Willi Baumeister und immer wieder noch völlig unbekannte ausgestellt. Dabei entdeckte er Künstler wie Gerhard Altenbourg, Harry Kramer und Friedrich Schröder Sonnenstern für das Publikum. In den 1960er-Jahren vollzog Springer die Internationalisierung des Kunstmarktes mit. Unter den von ihm Ausgestellten finden sich Namen wie George Rickey, Arnulf Rainer, Fritz Köthe, George Baker, Rolf Szymanski, Waldemar Grzimek, Marwan, Victor Vasarely, Christian Ludwig Attersee, David Hockney, William Copley, Jorge Castillo, James Lee Byars, Günter Brus, K.H. Hödicke, Armando, Per Kirkeby, Ina Barfuss, Thomas Wachweger, Rosemarie Trockel, Bernd Koberling, Antonius Höckelmann und Dieter Appelt. Insbesondere bei der Zusammenarbeit mit Georg Baselitz, Markus Lüpertz, A. R. Penck und Jörg Immendorff kooperierte Springer eng mit dem Kölner Galeristen Michael Werner. Werner hatte Anfang der 60er-Jahre eine kurze Lehrzeit in der Galerie Springer durchlaufen. Mit dem Künstler und Kunstverleger Johannes Gachnang gründete Rudolf Springer 1983 den Verlag Gachnang & Springer.
Springers Verdienste für das kulturelle Leben seiner Heimatstadt Berlin sind kaum zu überschätzen. Seine Galerie war die einzige, die in der Zeit zwischen der Berlin-Blockade und dem Mauerfall ununterbrochen existierte. Die Galerie Springer hatte über mehrere Jahrzehnte maßgeblichen Anteil am künstlerischen Austausch zwischen (West-)Berlin und dem internationalen Kunstbetrieb. Viele international bekannte Künstler wurden auf Ausstellungen in der Galerie Springer erstmals in Berlin gezeigt.

## Film
2008 erschien der Dokumentarfilm Warum hat man Bilder gern? – Der Kunsthändler Rudolf Springer von Angelika Margull.

## Nachweise
1. ↑  Warum hat man Bilder gern? – Der Kunsthändler Rudolf Springer bei IMDb